# Motocyklowe Mistrzostwa Świata 2009
Motocyklowe Mistrzostwa Świata 2009 to 61 edycja tej imprezy. Cykl rozpoczął się 12 kwietnia 2009 w Katarze. Ostatnią eliminacją był wyścig o Grand Prix Walencji 26 października.
Mistrzostwa rozegrane zostały w 14 krajach na 4 kontynentach, aż trzy eliminacje rozegrane zostały w Hiszpanii. Planowano rozegranie jeszcze wyścigu o Grand Prix Węgier, ale na czas nie został wybudowany tor Balatonring. Wyścig o GP Węgier prawdopodobnie odbędzie się w 2010 roku.
Obrońcami tytułów byli:
- Mike di Meglio w klasie 125 cm³
- Marco Simoncelli w klasie 250 cm³
- Valentino Rossi w klasie MotoGp

## Klasyfikacja generalna

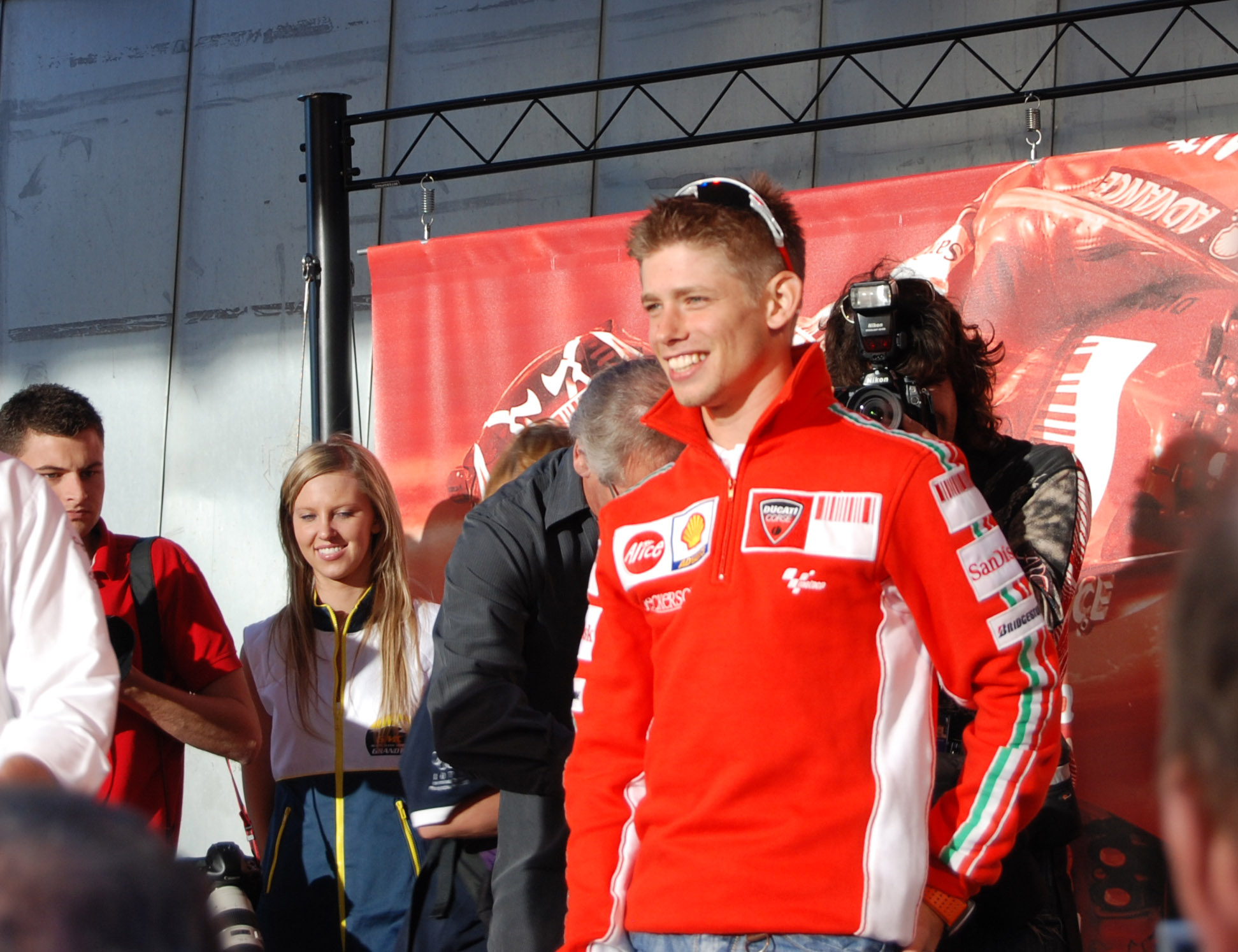
Casey Stoner

## Konstruktorzy i ich kierowcy

### MotoGP
| Team                          | Konstruktor | Motocykl               | Nr | Kierowca         |
| ----------------------------- | ----------- | ---------------------- | -- | ---------------- |
| Fiat Yamaha Team              | Yamaha      | Yamaha YZR-M1          | 46 | Valentino Rossi  |
| Fiat Yamaha Team              | Yamaha      | Yamaha YZR-M1          | 99 | Jorge Lorenzo    |
| Repsol Honda Team             | Honda       | Honda RC212V           | 3  | Daniel Pedrosa   |
| Repsol Honda Team             | Honda       | Honda RC212V           | 4  | Andrea Dovizioso |
| Ducati Marlboro Team          | Ducati      | Ducati Desmosedici GP9 | 27 | Casey Stoner     |
| Ducati Marlboro Team          | Ducati      | Ducati Desmosedici GP9 | 69 | Nicky Hayden     |
| Monster Yamaha Tech 3 Team    | Yamaha      | Yamaha YZR-M1          | 5  | Colin Edwards    |
| Monster Yamaha Tech 3 Team    | Yamaha      | Yamaha YZR-M1          | 52 | James Toseland   |
| Rizla Suzuki MotoGP           | Suzuki      | Suzuki GSV-R           | 7  | Chris Vermeulen  |
| Rizla Suzuki MotoGP           | Suzuki      | Suzuki GSV-R           | 65 | Loris Capirossi  |
| Pramac Racing Team            | Ducati      | Ducati Desmosedici GP9 | 36 | Mika Kallio      |
| Pramac Racing Team            | Ducati      | Ducati Desmosedici GP9 | 88 | Niccolò Canepa   |
| San Carlo Honda Gresini Team  | Honda       | Honda RC212V           | 24 | Toni Elías       |
| San Carlo Honda Gresini Team  | Honda       | Honda RC212V           | 15 | Alex de Angelis  |
| Scot Racing Team              | Honda       | Honda RC212V           | 72 | Yuki Takahashi   |
| Scot Racing Team              | Honda       | Honda RC212V           | 41 | Gábor Talmácsi   |
| Hayate Racing Team            | Kawasaki    | Kawasaki Ninja ZX-RR   | 33 | Marco Melandri   |
| LCR Honda MotoGP              | Honda       | Honda RC212V           | 14 | Randy de Puniet  |
| Grupo Francisco Hernando Team | Ducati      | Ducati Desmosedici GP9 | 59 | Sete Gibernau    |

## Klasyfikacja generalna[2]
| Miejsce | Moto GP         | Moto GP | 250 cm³          | 250 cm³ | 125 cm³       | 125 cm³ |
| Miejsce | Kierowca        | Punkty  | Kierowca         | Punkty  | Kierowca      | Punkty  |
| ------- | --------------- | ------- | ---------------- | ------- | ------------- | ------- |
| 1.      | Valentino Rossi | 237     | Hiroshi Aoyama   | 205     | Julián Simón  | 210     |
| 2.      | Jorge Lorenzo   | 207     | Álvaro Bautista  | 192     | Nicolás Terol | 152,5   |
| 3.      | Daniel Pedrosa  | 157     | Marco Simoncelli | 165     | Bradley Smith | 147,5   |
| 4.      | Casey Stoner    | 150     | Héctor Barberá   | 158     | Sergio Gadea  | 112     |

## Zwycięzcy
| Lp  | Data                 | Miejscowość                          | Uwagi        | Moto Gp          | 250 cm³          | 125 cm³         |
| --- | -------------------- | ------------------------------------ | ------------ | ---------------- | ---------------- | --------------- |
| 1.  | 13 kwietnia 2009     | Grand Prix Kataru 2009               | wyścig nocny | Casey Stoner     | Héctor Barberá   | Andrea Iannione |
| 2.  | 26 kwietnia 2009     | Grand Prix Japonii 2009              | -            | Jorge Lorenzo    | Álvaro Bautista  | Andrea Iannione |
| 3.  | 3 maja 2009          | Grand Prix Hiszpanii 2009            | -            | Valentino Rossi  | Hiroshi Aoyama   | Bradley Smith   |
| 4.  | 17 maja 2009         | Grand Prix Francji 2009              | -            | Jorge Lorenzo    | Marco Simoncelli | Julián Simón    |
| 5.  | 31 maja 2009         | Grand Prix Włoch 2009                | -            | Casey Stoner     | Mattia Pasini    | Bradley Smith   |
| 6.  | 14 czerwca 2009      | Grand Prix Katalonii 2009            | -            | Valentino Rossi  | Álvaro Bautista  | Andrea Iannione |
| 7.  | 27 czerwca 2009      | Grand Prix Holandii 2009             | -            | Valentino Rossi  | Hiroshi Aoyama   | Sergio Gaudea   |
| 8.  | 5 lipca 2009         | Grand Prix Stanów Zjednoczonych 2009 | Tylko MotoGp | Daniel Pedrosa   | –                | –               |
| 9.  | 19 lipca 2009        | Grand Prix Niemiec 2009              | -            | Valentino Rossi  | Marco Simoncelli | Julián Simón    |
| 10. | 26 lipca 2009        | Wielkiej Brytanii 2009               | -            | Andrea Dovizioso | Hiroshi Aoyama   | Julián Simón    |
| 11. | 16 sierpnia 2009     | Grand Prix Czech 2009                | -            | Valentino Rossi  | Marco Simoncelli | Nicolás Terol   |
| 12. | 30 sierpnia 2009     | Grand Prix Indianapolis 2009         | -            | Jorge Lorenzo    | Marco Simoncelli | Pol Espargaró   |
| 13. | 6 września 2009      | Grand Prix San Marino 2009           | -            | Valentino Rossi  | Héctor Barberá   | Julián Simón    |
| 14. | 4 października 2009  | Grand Prix Portugalii 2009           | -            | Jorge Lorenzo    | Marco Simoncelli | Pol Espargaró   |
| 15. | 18 października 2009 | Grand Prix Australii 2009            | -            | Casey Stoner     | Marco Simoncelli | Julián Simón    |
| 16. | 25 października 2009 | Grand Prix Malezji 2009              | -            | Casey Stoner     | Hiroshi Aoyama   | Julián Simón    |
| 17. | 8 listopada 2009     | Grand Prix Walencji 2009             | -            | Daniel Pedrosa   | Héctor Barberá   | Julián Simón    |